# Chevrolet Menlo
Chevrolet Menlo — електричний кросовер вироблений для внутрішнього ринку Китаю, представник нового етапу в електричних транспортних засобах, вироблений компанією Chevrolet. Випущений з метою поєднання ефективності, передових технічних характеристик і стилізованого дизайну, *Chevrolet Menlo* вражає своїми технічними особливостями та інноваційним підходом.

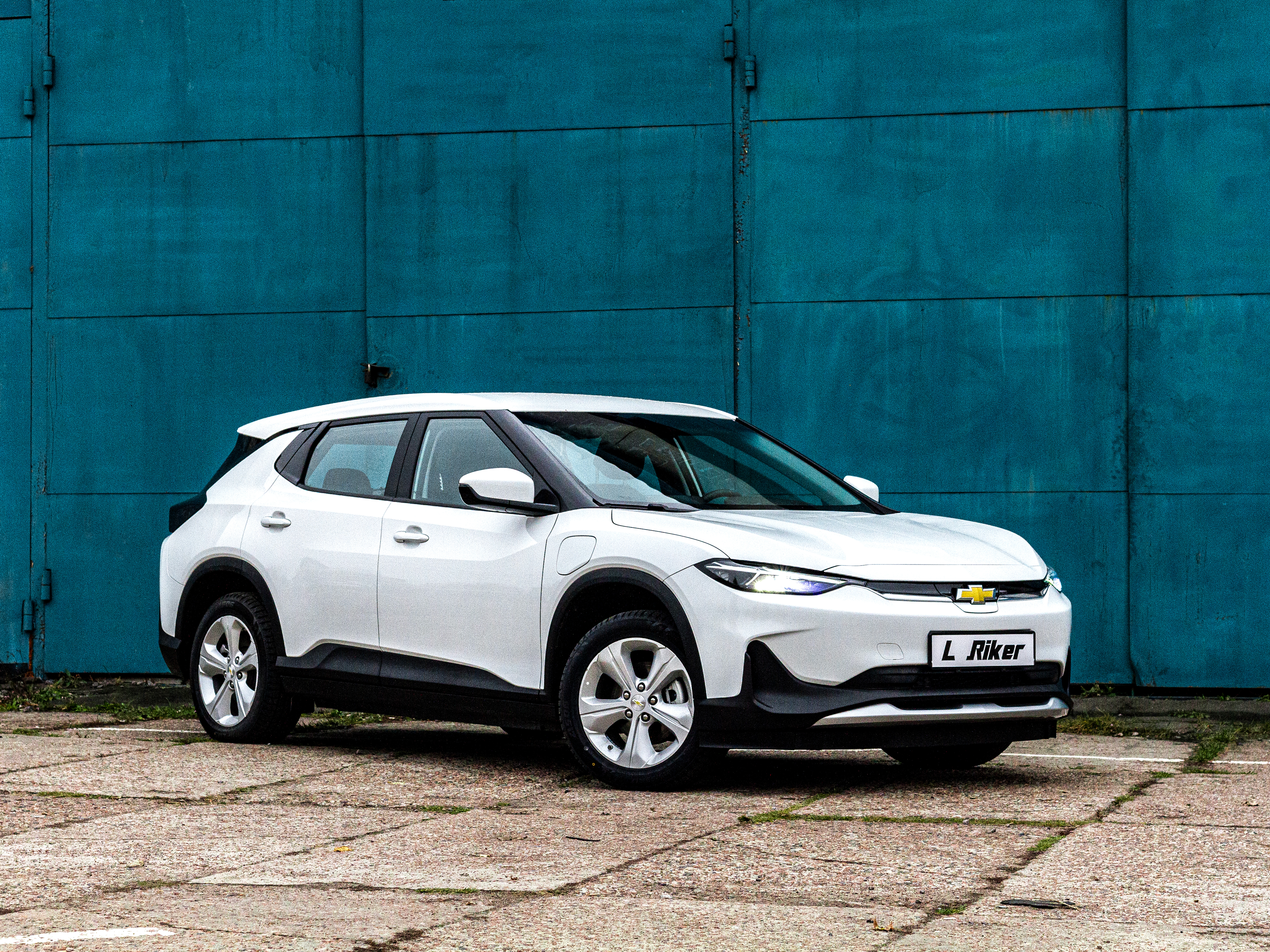
Chevrolet Menlo вид спереду

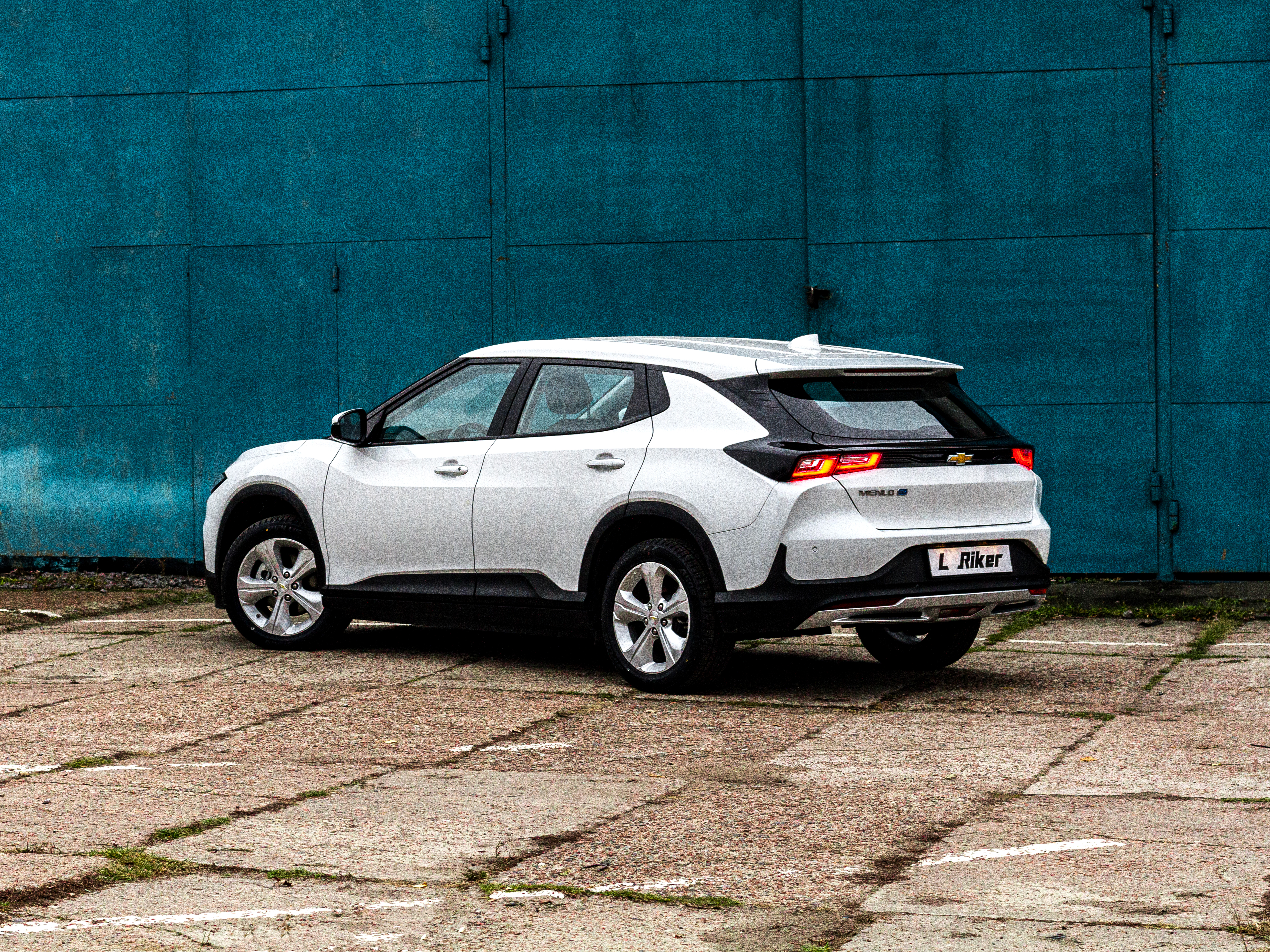
Chevrolet Menlo вид ззаду

## Дизайн і естетика

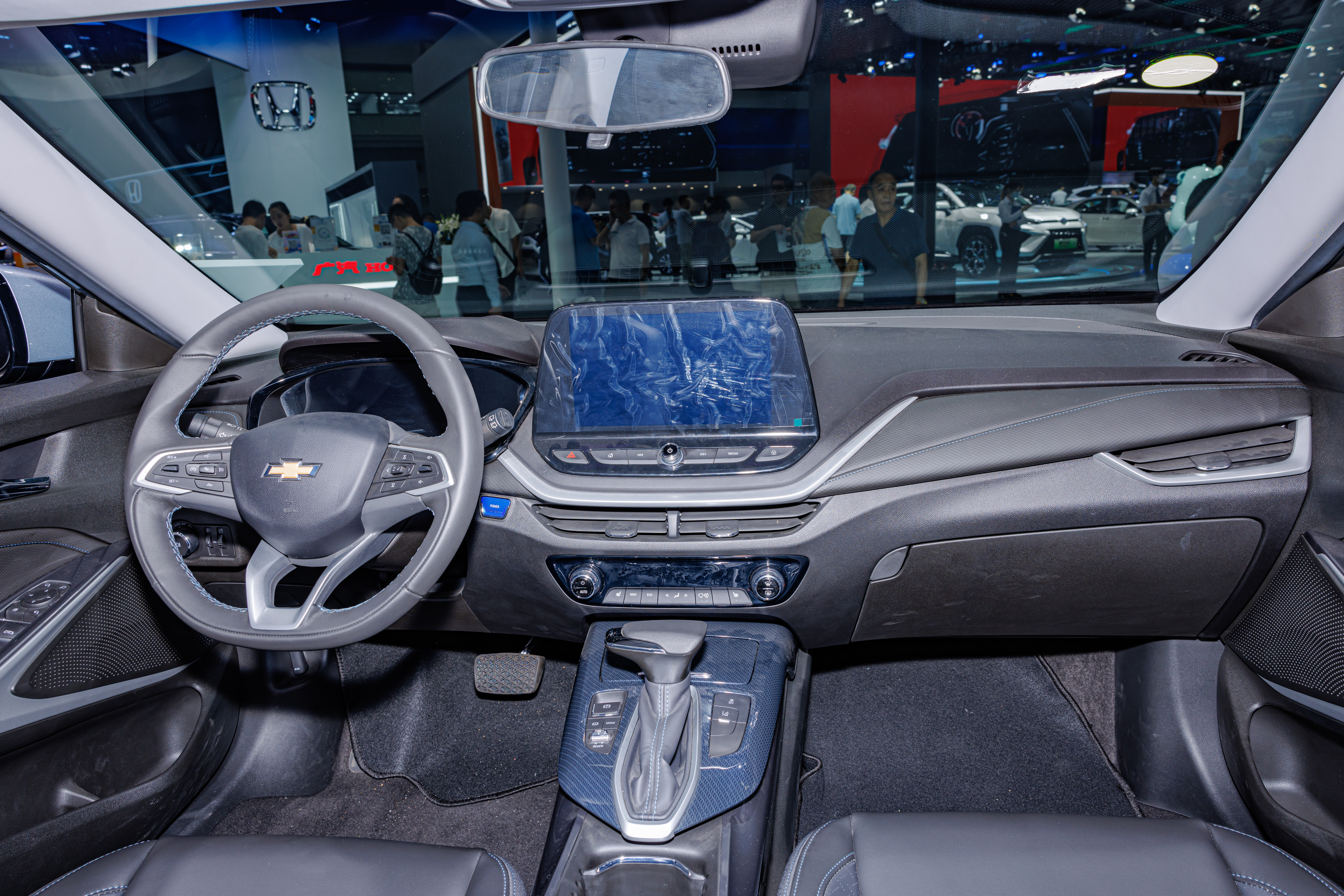

Chevrolet Menlo відзначається елегантним та сучасним екстер'єром. Завдяки динамічним лініям, стильним LED фарам і ефективною інтеграцією деталей, автомобіль являє собою естетично вдалий зразок сучасного дизайну.

## Електродвигун та високовольтна батарея
У ядрі Chevrolet Menlo розташований потужний електродвигун потужністю 130 кВт, який працює у співпраці з високовольтною батареєю ємністю 61,1 кВт. Це дозволяє автомобілю розвивати імпресивний максимальний крутний момент у розмірі 265 Нм, забезпечуючи при цьому вражаючу динаміку та запас ходу до 518 км.

## Системи безпеки та технології
Chevrolet Menlo встановлює високий стандарт безпеки, обладнаний системою з десятьма подушками безпеки та передовими технологіями активної безпеки, включаючи ABS та ESP. Датчики для виявлення не пристебнутих ременів безпеки для всіх пасажирів підкреслюють вагу безпекових стандартів.
Інтеграція з Apple CarPlay
Важливим аспектом Chevrolet Menlo є інтеграція з Apple CarPlay, що дозволяє водіям насолоджуватися передовим зв'язком та розвагами, легко підключаючи свої iPhone до інфотеймент-системи автомобіля.
Chevrolet Menlo є інноваційним зразком електричного транспорту, який поєднує в собі технологічний прогрес та естетичний дизайн, роблячи його не лише сучасним транспортним рішенням, але і важливим етапом в розвитку електромобільної індустрії.